# Jacinto Octavio Picón
Jacinto Octavio Picón Bouchet (Madrid, 8 de septiembre de 1852-Madrid, 19 de noviembre de 1923) fue un escritor, pintor, crítico de arte y periodista español, sobrino del dramaturgo José Picón.

## Biografía
Hijo de un magistrado de la Audiencia de Madrid, estudió en Francia y vino a estudiar Derecho a Madrid, donde se doctoró en esta materia; de ideales republicanos, tuvo un escaño de diputado por Madrid. Sirvió un empleo en el Ministerio de Ultramar, al que renunció al iniciarse la Restauración. 

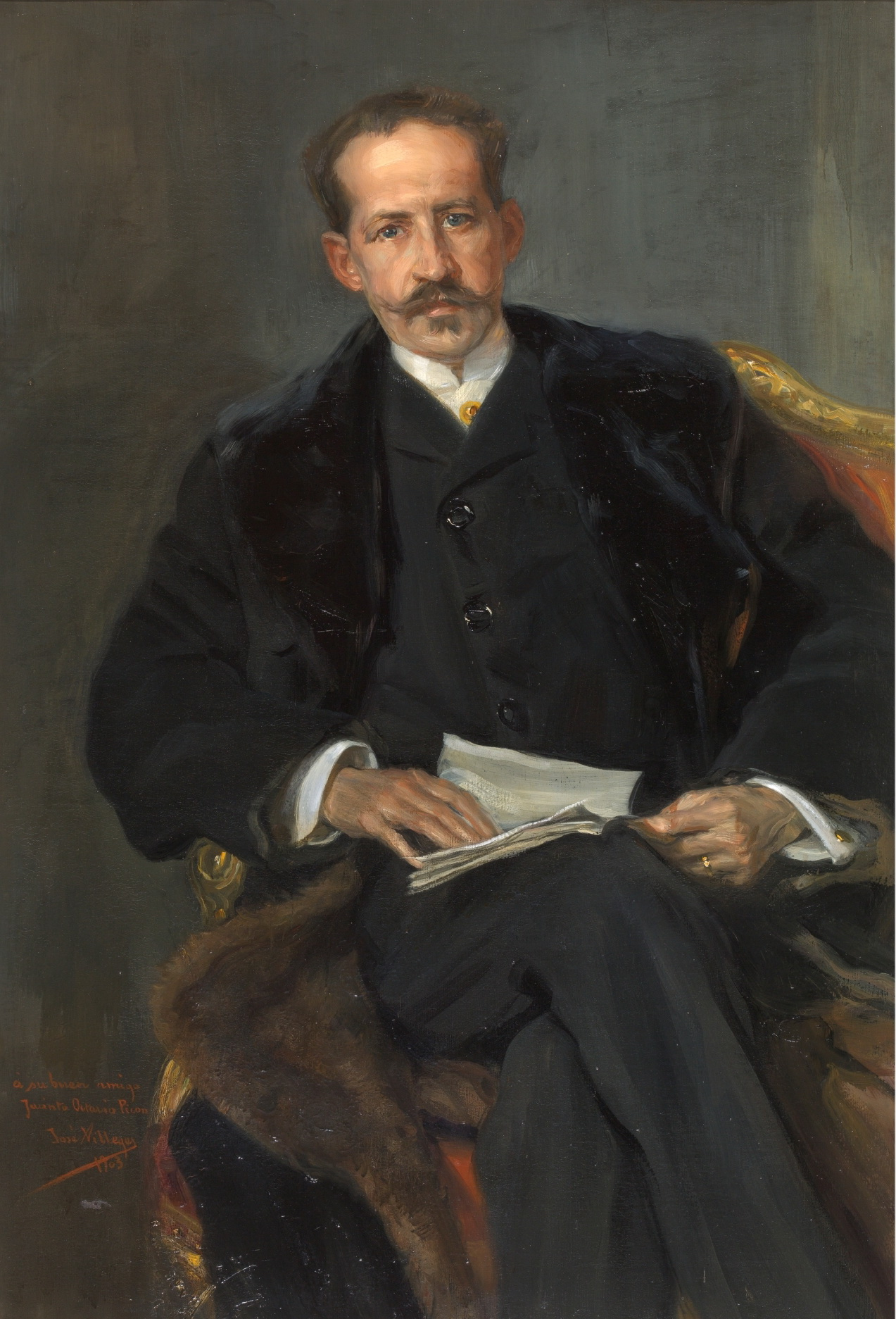
Jacinto Octavio Picón, por José Villegas Cordero. 1903. (Museo del Prado, Madrid).

Trabajó como corresponsal literario en El Imparcial, adonde envió crónicas sobre la Exposición Universal de París en 1878, colaborando después en El Correo, órgano político de Sagasta y en La Ilustración Española y Americana.  Permaneció en París hasta el otoño de 1880. Su labor periodística se proyectó también en La Europa, El Progreso y en Los Madriles, y fue colaborador de la Revista de España, El Cuento Semanal, Los Contemporáneos, La Esfera y otras muchas publicaciones. Lázaro, casi una novela (1882), fue su primera narración extensa, sobre la crisis de un joven sacerdote. Después fueron sucediéndose por este orden las novelas La hijastra del amor (1884), Juan Vulgar (1885), El enemigo (1887), La honrada (1890), Dulce y Sabrosa (1891), Sacramento (1910), Juanita Tenorio (1910) y Sacramento (1914), su última novela. En 1884 fue elegido secretario primero de la sección de literatura del Ateneo. 
El 24 de junio de 1900 ingresó en la Real Academia Española con un discurso acerca del político gaditano Emilio Castelar al que contestó Juan Valera. El 9 de noviembre de 1902 ingresó en la Real Academia de Bellas Artes de San Fernando, donde pronunció un discurso acerca de la escasez del desnudo en el arte español. En 1903 fue elegido diputado a Cortes por Madrid, al lado de Joaquín Costa y Nicolás Salmerón, en las filas republicanas. Fue vicepresidente del Patronato del Museo del Prado y bibliotecario y secretario perpetuo de la Academia de la Lengua. El Gobierno de Francia le otorgó la Encomienda de la Legión de Honor.
Escritor costumbrista, destacó en la narración corta, con colecciones como Novelitas (1892), Cuentos de mi tiempo (1895), Tres mujeres (1896), Cuentos (1900), Drama de familia (1903) o Mujeres (1911). Formado en la ideología liberal francesa del naturalismo, en su narrativa plantea a menudo un punto de vista femenino un tanto ingenuo para algunos y beligerante-feminista para otros, así en su novela Dulce y sabrosa (1891).
Como crítico de arte escribió unos Apuntes para una historia de la caricatura (1877), Vida y obras de don Diego de Velázquez (1899) y El desnudo en el arte (1902). También se acercó ocasionalmente a la biografía, con obras como Ayala. Adelardo López de Ayala. Estudio biográfico (1902). Fue secretario de la Junta de Iconografía Nacional y vicepresidente del Patronato Nacional de Pintura y Escultura.